# Hajime Sugiyama
Hajime Sugiyama  (杉山元?, Sugiyama Hajime), accreditato anche come Sugiyama Gen, (Kokura, 1º gennaio 1880 – Tokyo, 12 settembre 1945) è stato un generale giapponese della seconda guerra mondiale.
Rivestì numerose cariche all'interno degli uffici e dei dipartimenti del ministero della guerra, arrivando alla carica di ministro dello stesso nel 1936. Capo di stato maggiore dell'esercito imperiale dal 1940, Sugiyama fu favorevole alla guerra contro le potenze occidentali: inizialmente vittoriosa, la guerra sul fronte del Pacifico divenne sempre più costosa e avara di successi giapponesi, tanto che il primo ministro Hideki Tōjō lo destituì all'inizio del 1944. Sugiyama fu comunque richiamato già a luglio e nominato ministro della guerra, poi comandante supremo di un gruppo d'armate vicino a Tokyo incaricato di respingere possibili sbarchi statunitensi. Dopo la resa senza condizioni del suo Paese, il generale Sugiyama si tolse la vita.

## Biografia

### Primi anni
Nel 1901 Sugiyama ottenne il brevetto da sottotenente per l'arma della fanteria dell'esercito imperiale giapponese e per i successivi nove anni frequentò il Collegio dello Stato Maggiore dell'Esercito, diplomandosi nel 1910. Fu inviato a Singapore e in India, al tempo parte dell'Impero britannico, come osservatore militare.
Sugiyama combatté con il grado di tenente durante la guerra contro la Russia zarista; successivamente frequentò l'Accademia dell'Esercito Imperiale giapponese dove si diplomò nel 1910. Due anni dopo fu inviato prima nelle Filippine poi a Singapore come addetto militare e, promosso maggiore nel 1913, andò in India dove rimase cinque anni: al ritorno in patria nel 1918 ricevette la nomina a tenente colonnello.

### Tra le due guerre

#### Gli incarichi al Ministero
Nel dicembre dello stesso anno fu posto a capo di una delle prime formazioni aeree giapponesi, il 2º battaglione aereo, per la sua esperienza accumulata nel pilotare velivoli tedeschi durante gli anni dieci e per il forte sostegno che aveva sempre dato al progetto di creare un'arma aerea in Giappone. Nel 1922 fu promosso colonnello e con questo grado divenne Capo della Sezione Aeronautica dell'Ufficio Affari Militari, un dipartimento del Ministero della Guerra giapponese; l'anno seguente fu spostato, sempre con il ruolo di Capo alla Sezione affari dell'Esercito dipendente dallo stesso Ufficio. Mantenne tale incarico per due anni circa, quando nel 1925 divenne il Capo dell'Ufficio rifornimenti, Dipartimento aeronautico dell'Esercito; poi nel 1928, continuando a lavorare nel Ministero della Guerra, venne nominato Capo dell'Ufficio affari militari. Nel 1930 assunse la carica di viceministro della Guerra.
Sugiyama rivestì l'importante ruolo fino al 1932, quando fu posto alla testa della 12ª Divisione di fanteria. A questo comando seguì la promozione, appena un anno più tardi, a Capo del Dipartimento aeronautico dell'Esercito in seno al Ministero: Sugiyama vi rimase fino al 1936. Nel 1934 ricoprì sia il posto di direttore del Collegio di Guerra, che mantenne per un anno, sia la carica di vicecapo di stato maggiore dell'esercito, fino al 1936. Due anni più tardi, nel febbraio 1936, Sugiyama dette il suo contributo nello stroncare la rivolta dei giovani ufficiali e a ristabilire l'ordine: la parte da lui avuta gli valse la promozione al posto di Ispettore generale dell'addestramento militare, una prestigiosa carica nelle forze armate nipponiche. Il 2 febbraio 1937 venne eletto Ministro della Guerra e assunse subito un contegno prettamente offensivo verso il problema cinese, dichiarando all'imperatore Hirohito che un eventuale conflitto contro la Repubblica cinese sarebbe durato non più di un mese.

#### La seconda guerra sino-giapponese
Il 7 luglio 1937 ebbe effettivamente inizio la guerra contro la Cina, già sconvolta dal conflitto intestino tra Chiang Kai-shek e Mao Zedong. Nel 1938, con il prosieguo del conflitto, Sugiyama ottenne un seggio nel Supremo Consiglio di Guerra ma l'inopinata resistenza cinese, che continuava caparbia nonostante i successi giapponesi, provocarono la sua espulsione da tale potente organo direttivo nonché la perdita del posto di Ministro: egli fu posto al comando dell'Armata della Cina del Nord e poi dell'Armata di presidio della Mongolia, posizione quest'ultima che tenne fino al 1939. Lo stesso anno, però, a Sugiyama fu nuovamente concesso di entrare nel Supremo Consiglio e il 30 agosto 1940 (con la seconda guerra mondiale in corso già da un anno) fu promosso a capo di stato maggiore dell'esercito imperiale succedendo a Kanin Kotohito, membro della famiglia imperiale.

### Seconda guerra mondiale

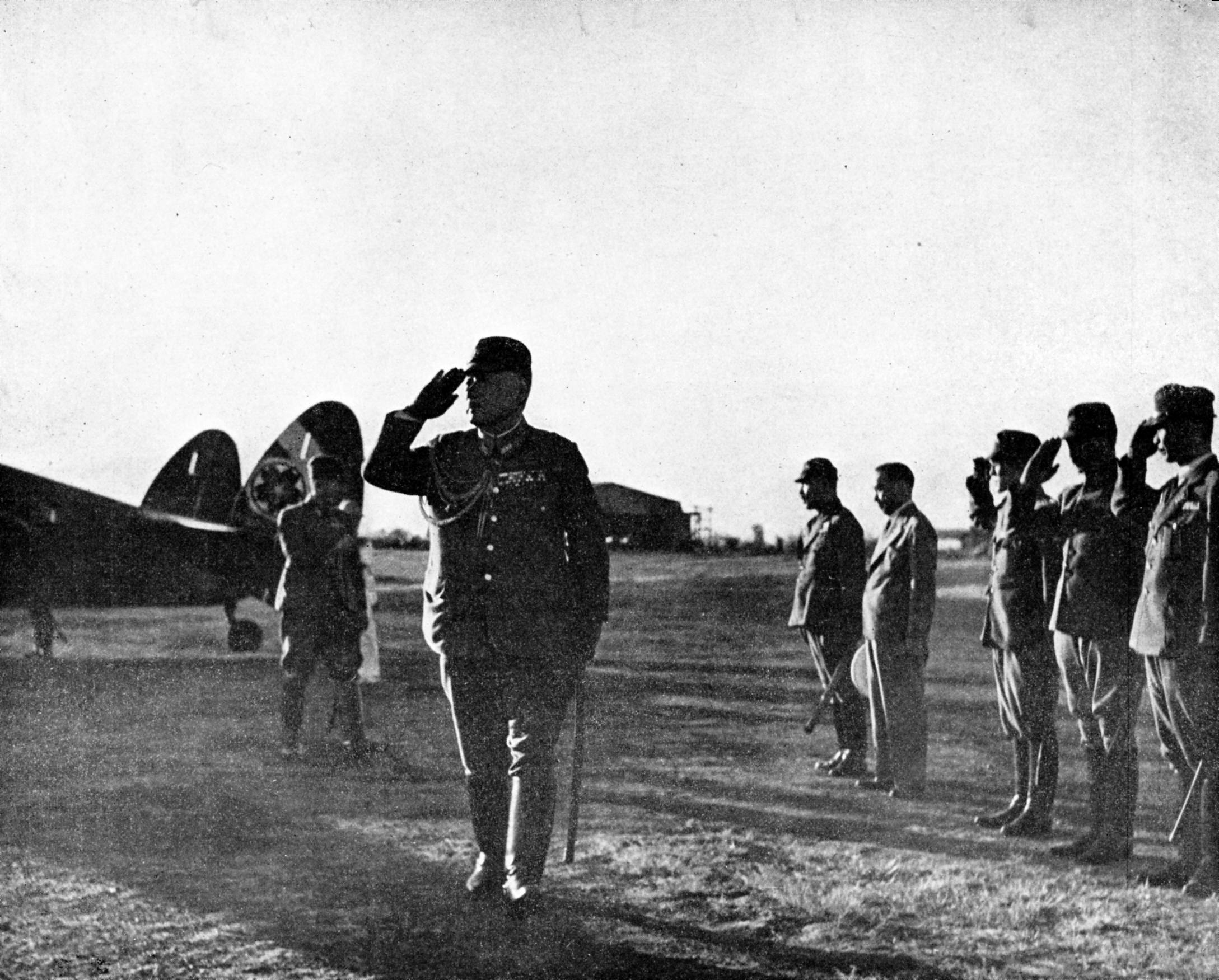
Il generale Sugiyama passa in rassegna un reparto

Il 27 settembre 1940, a seguito della caduta della Francia e dell'alleanza formale con Hitler e Mussolini mediante il Patto tripartito, il Giappone ottenne dal regime di Vichy il permesso per la creazione di basi militari nell'Indocina settentrionale: quest'atto inasprì le relazioni diplomatiche intrattenute con gli Stati Uniti d'America e il Regno Unito, già tese per le brutalità nipponiche in Cina; la crisi si aggravò quando nel luglio 1941 il Giappone occupò integralmente la colonia francese. Gli Stati Uniti decretarono dunque un embargo petrolifero ai danni del Giappone (subito seguiti dai maggiori produttori mondiali dell'epoca), che sarebbe stato rimosso soltanto con il ritiro delle armate imperiali dall'Indocina e dal continente. Le discussioni in seno ai vertici governativi e militari protesero sempre più per una risoluzione aggressiva della crisi e Sugiyama si schierò immediatamente con il partito favorevole alla guerra contro Stati Uniti e potenze coloniali nell'oceano Pacifico: egli dichiarò che l'unica concessione ammissibile per l'Impero era quella di smobilitare le truppe impegnate sul fronte cinese entro il 1966. Poiché i negoziati si stavano facendo sempre più serrati a causa della fermezza statunitense, le alte sfere nipponiche pianificarono un attacco a sorpresa a Pearl Harbor per neutralizzare la US Navy nel Pacifico e poter così conquistare le rive del Sud-Est asiatico, ricche di petrolio e altre materie prime. Nel corso di una conferenza tenutasi il 20 novembre 1941, Sugiyama dette il suo consenso a un documento che prevedeva l'amministrazione militare della futura Sfera di co-prosperità della Grande Asia orientale, senza tenere in conto l'opinione del Primo ministro Hideki Tōjō. Affermò anche, durante un'altra riunione, che il Giappone non doveva temere attacchi aerei in tempo di guerra e sostenne sempre che un conflitto contro l'Occidente sarebbe stato di facile soluzione.
Nel dicembre 1941 il Giappone dette avvio a una grande espansione in Asia e nel Pacifico conquistando vaste distese: i successi mietuti sembrarono dare ragione alle previsioni di Sugiyama, a differenza di quanto accaduto nel 1937. Una prima smentita si verificò nell'aprile 1942 quando Tokyo venne bombardata nel corso del "Doolittle raid", evento che si tradusse in un'enorme perdita di credibilità per il generale; egli convinse Tojo ad approvare una legge retroattiva sulla pena di morte per gli equipaggi dei bombardieri, provocando così l'esecuzione di tre aviatori statunitensi. La sconfitta sofferta a Midway nel giugno 1942 e la sfibrante campagna di Guadalcanal infine perduta all'inizio del 1943 frenarono poi l'avanzata giapponese. Proprio i ripetuti fallimenti raccolti nel tentativo di conquistare la pista aerea sull'isola cominciarono a intaccare seriamente la fama di Sugiyama: il 31 dicembre 1942 partecipò a una conferenza del Gran Quartier Generale imperiale alla presenza dell'imperatore e voluta da Tojo per ridimensionare l'influenza del generale. Il Primo ministro parlò per quasi due ore indirizzando numerose e malcelate critiche a Sugiyama anche grazie al sostegno del Ministro della Marina Shigetarō Shimada, pianificando una nuova strategia globale e dichiarando che la conduzione della guerra doveva essere appannaggio del governo imperiale e non dello Stato Maggiore generale dell'esercito.
Nonostante questi rovesci e il richiamo dell'imperatore, che gli rimproverò le sue baldanzose dichiarazioni fatte sia sulla Cina sia a proposito di una guerra contro le potenze occidentali, Sugiyama venne insignito dell'ambito titolo onorifico di Gensui o maresciallo campale nel giugno 1943.

#### Ultimi anni e morte

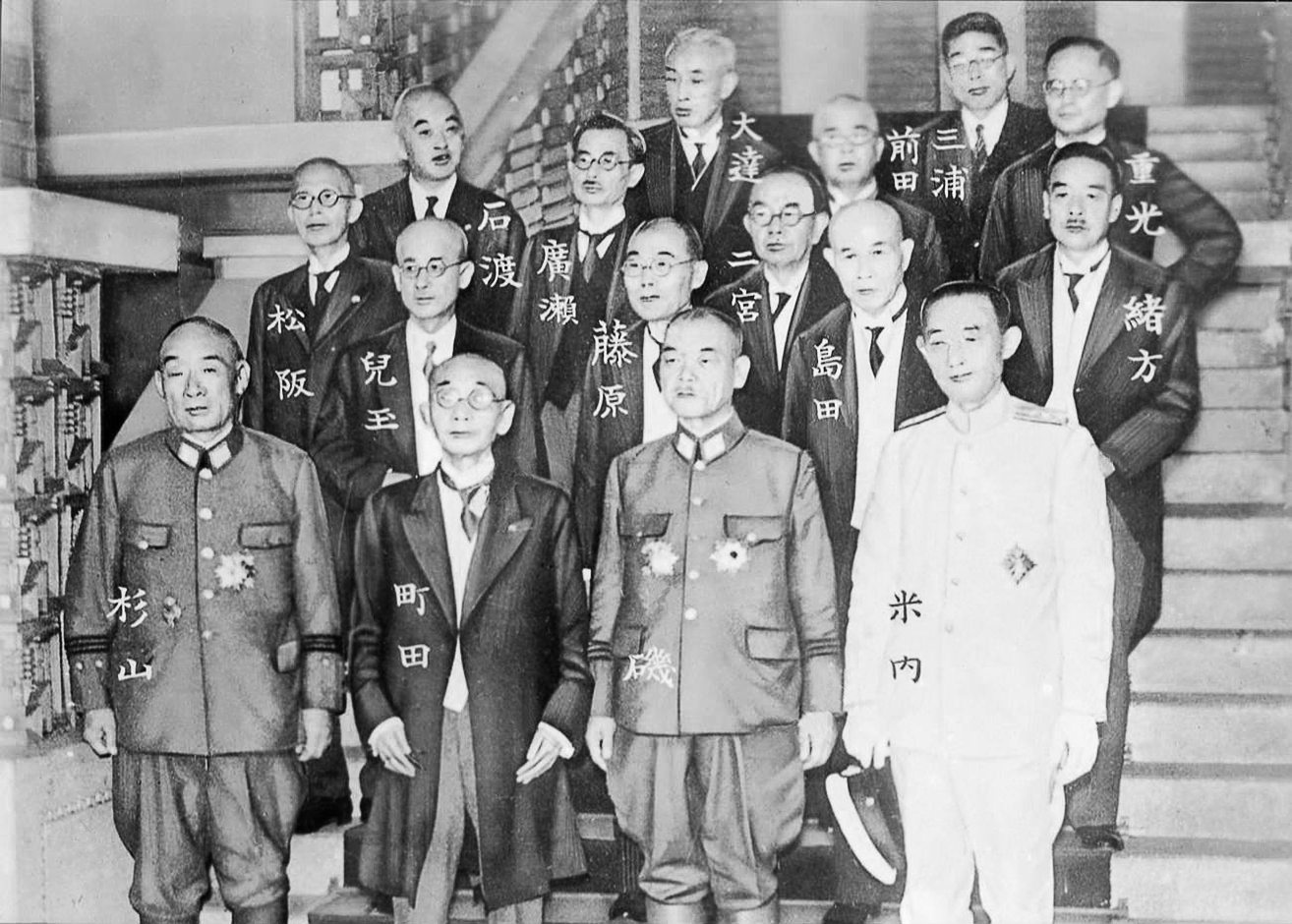
I membri del governo Koiso al momento dell'insediamento: Sugiyama è il primo da sinistra in prima fila

La pressione statunitense si fece insostenibile proprio quello stesso mese, quando il 30 giugno il generale Douglas MacArthur e l'ammiraglio William Halsey lanciarono una duplice offensiva nelle isole Salomone e in Nuova Guinea. A novembre scattò una vasta offensiva nel Pacifico centrale che privò il Giappone delle isole Gilbert, seguita da una serie di devastanti operazioni aeronavali contro le isole Marshall: i bombardamenti precedettero lo sbarco in forze delle truppe statunitensi, che entro la fine del febbraio 1944 si assicurarono il possesso delle posizioni strategicamente più importanti. Soprattutto quest'ultima disfatta, che avvicinò il fronte alla madrepatria, si riflesse assai negativamente sul prestigio di Sugiyama: la crisi nelle sfere governativo-militari venne risolta dal Primo ministro Hideki Tōjō con la forza e il 21 febbraio 1944, come accadde ad altri comandanti di rango elevato, il maresciallo venne bruscamente sollevato dalla carica di Capo di Stato Maggiore dell'esercito con l'accusa di disfattismo e incapacità; Tojo stesso assunse tale posizione mentre Sugiyama venne relegato al ruolo di Ispettore dell'addestramento. Il 18 luglio dello stesso anno però, con l'avanzata statunitense nelle Marianne in pieno svolgimento, Tojo rassegnò le dimissioni da ogni suo incarico e sciolse il governo. Il nuovo Gabinetto del Giappone presieduto dal generale a riposo Kuniaki Koiso richiamò Sugiyama dandogli la carica di Ministro della Guerra.
Il 6 aprile 1945, il giorno dopo la denuncia sovietica del trattato di non aggressione stipulato nel 1941, il governo Koiso cadde e fu rimpiazzato da quello di Suzuki Kantarō. Il generale Korechika Anami, figura di spicco del militarismo nipponico, divenne Ministro della Guerra e Sugiyama venne trasferito alla testa del Comando delle Forze del Settore Orientale, con Shizuichi Tanaka come Capo di Stato Maggiore: da questo centro nevralgico dipendeva la 1ª Armata Generale, composta dall'11ª, 12ª e 13ª Area d'Armata e dispiegata sull'isola di Honshū. Compito di tale complesso di forze era difendere il Kantō e quindi la capitale Tokyo dalla prevista operazione anfibia pianificata dagli Stati Uniti. Ma ormai il Paese, dopo la perdita di Iwo Jima e di Okinawa, provato dai bombardamenti a tappeto sulle città e a corto di ogni genere di risorse, era sull'orlo della disfatta più totale. Il 6 agosto 1945 Hiroshima venne spazzata via dal primo ordigno atomico della storia e il 9 agosto anche la città di Nagasaki venne del pari distrutta: l'imperatore e il Primo ministro costrinsero infine i più accesi militaristi, ancora intenzionati a battersi, ad accettare la resa incondizionata e la mattina del 15 agosto il Giappone depose le armi.
Hajime Sugiyama rimase incredulo all'annuncio e come diversi ufficiali o soldati giapponesi decise di non voler sopravvivere all'onta della sconfitta, in ottemperanza al codice militare bushidō. Nel proprio ufficio a Tokyo compì il suicidio rituale seppuku, seguito dalla consorte che ne scoprì il cadavere. Mentre sono d'accordo sulla causa del decesso, le fonti divergono sulla data effettiva della morte: due sostengono che sia avvenuta il 15 agosto stesso mentre una afferma che Sugiyama si tolse la vita il 12 settembre, dieci giorni dopo la resa formale del Giappone firmata sulla corazzata USS Missouri.